# عباس الهنداوي
عباس الهنداوي  لاعب كمال أجسام عراقي. كان يلقب بصاحب أجمل وأكمل جسم في بطولات أسيا.

## مسيرته الرياضية
نال أول بطولة في عام 1967 في أول مشاركة له حينما أحرز بطولة العراق واستمر في حصد البطولات حتى عام 1990 عندما قرر الاعتزال. حصل على لقب آسيا للأعوام (1971-1984)، وحصل على المركز الرابع عالميا خمس مرات للأعوام (1970-1971 -1972-1976، وكان يلقب بصاحب أجمل وأكمل جسم في كافة بطولات آسيا.
وفي عام 1971 نال بطولة العرب والشرق الأوسط لمدة أربع سنوات لفئة متوسطي القامة، وفي نفس السنة تربع على العرش الآسيوي ولأول مرة، وفي عام 1970 شارك في أول بطولة للعالم ونال فيها المركز الرابع.
كما قام بتدريب المنتخب الأردني لكمال الاجسام عام 1993 وأيضاً المنتخب الكويتي لكمال الاجسام عام 1998، بعدها انتقل إلى الإمارات وشارك في تأسيس عدة فرق في أبو ظبي والشارقة وأعلن أعتزاله عام 1990.

## وفاته
توفي في أحد مستشفيات محافظة السليمانية في يوم الخميس 28 كانون الثاني 2021.